# زهیر بن بشر خثعمی
زهیر بن بِشر خَثعَمی، یکی از یاران حسین بن علی بود که در واقعه عاشورا سال ۶۱ ه‍.ق همراه اصحاب حسین بن علی کشته شد.

## اطلاعات
بسیاری از منابع از وی با نام زهیر بن بشر یاد کرده و برخی نیز او را زهیر بن بشیر گزارش نموده‌اند. محمدمهدی شمس‌الدین معتقد است وی، همان زهیر بن سلیم ازدی است. وی از قبیله خثعم، منسوب به خثعم بن انمار بن اراش بود که قبیله‌ای در یمن بوده‌است. منابع او را از مؤسسان شهر کوفه دانسته‌اند که سابقه شرکت در جنگ‌هایی چون قادسیه را داشته‌است. وی در اولین حمله لشکریان عمر سعد به حسین بن علی در سرزمین کربلا کشته شد.

## زیارت ناحیه مقدسه
از وی در زیارت ناحیه مقدسه با عبارت «السَّلامُ عَلی زُهیّرِ بْنِ بِشْرِ الخَثْعَمیّ» یاد شده‌است. همچنین در زیارت رجبیه با عبارت: «السلام علی زهیر بن البشر» مورد اشاره قرار گرفته‌است.